# Hurst (Texas)
Hurst é uma cidade localizada no estado norte-americano do Texas, no Condado de Tarrant.

## Demografia
Segundo o censo norte-americano de 2000, a sua população era de 36.273 habitantes.
Em 2006, foi estimada uma população de 38.182, um aumento de 1909 (5.3%).

## Geografia
De acordo com o United States Census Bureau tem uma área de 25,6 km², dos quais 25,6 km² cobertos por terra e 0,0 km² cobertos por água. Hurst localiza-se a aproximadamente 184 m acima do nível do mar.

## Localidades na vizinhança
O diagrama seguinte representa as localidades num raio de 8 km ao redor de Hurst.